# 1725
1725 је била проста година.

## Рођења

### Фебруар
- 26. фебруар — Никола Кињо, француски проналазач, познат по томе што је изумео први аутомобил на свету. († 1804)

### Март
- 20. март — Абдул Хамид I, турски султан. († 1789)

### Април
- 2. април — Ђакомо Казанова, италијански авантуриста и писац († 1798)

### Мај
- 12. мај — Луј Филип Орлеански, члан француске краљевске породице из куће Бурбон-Орлеан

### Септембар
- 29. септембар — Роберт Клајв, британски колонизатор († 1774)

## Смрти

### Фебруар
- 8. фебруар — Петар Велики, руски цар

### Децембар
- Википедија:Непознат датум — Света мученица Аргира - хришћанска светитељка.